# Tagyon
Tagyon is een plaats (község) en gemeente in het Hongaarse comitaat Veszprém. Tagyon telt 90 inwoners (2001).

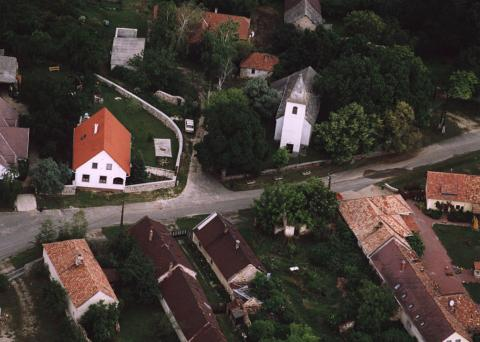
Tagyon
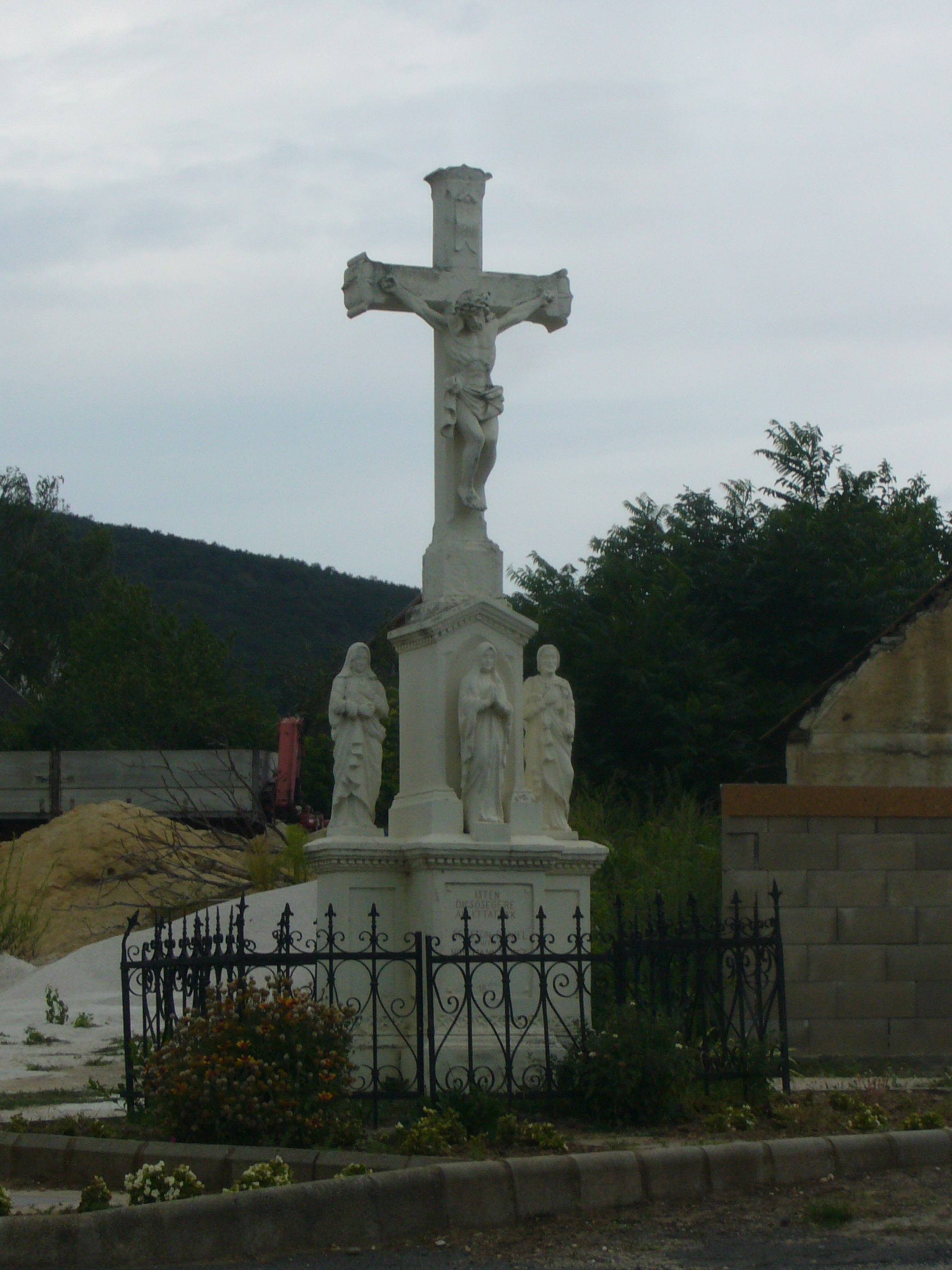
Kerk van Tagyon